# Sotto gli occhi di tutti
Sotto gli occhi di tutti è un film del 2003 diretto da Nello Correale.

## Trama
Il film racconta la storia di quattro fratelli e sorelle di Bari. Il primo,  Alberto Gagliardi, si sposa a Milano, ma critica il Meridione e rimpiange la sua città. Patrizia risiede invece a Roma, dove lavora come giornalista; Rosa, insegnante, e Tommaso, negoziante, restano nella città natale. Tutti si riuniscono nella casa di famiglia alla morte del padre, per decidere in merito al suo desiderio di non essere sepolto sotto terra, ma in un loculo. Ma la ricerca, anche comica, di un "posto" nel cimitero è osteggiata dalla malavita locale, che con mezzi illegali, controlla la situazione.

## Produzione
Il film è una produzione indipendente (Telepiù, I.P.E. Impresa Pubblici Esercizi); ambientato a Bari, è stato interamente girato nella città, anche per gli interni.

## Distribuzione
La distribuzione è curata da Millennium Storm. Il film è uscito in anteprima Nazionale a Bari il 23 aprile 2003.
Il visto censura era stato già pubblicato in data 12 febbraio 2002.

## Riconoscimenti
- 2003 - Festival del cinema di Salerno
  - Premio per la miglior sceneggiatura [3]